# Mahaban
Mahaban è una suddivisione dell'India, classificata come nagar panchayat, di 8.608 abitanti, situata nel distretto di Mathura, nello stato federato dell'Uttar Pradesh. In base al numero di abitanti la città rientra nella classe V (da 5.000 a 9.999 persone).

## Geografia fisica
La città è situata a 27° 25' 60 N e 77° 45' 0 E e ha un'altitudine di 175 m s.l.m..

## Società

### Evoluzione demografica
Al censimento del 2001 la popolazione di Mahaban assommava a 8.608 persone, delle quali 4.619 maschi e 3.989 femmine. I bambini di età inferiore o uguale ai sei anni assommavano a 1.759, dei quali 902 maschi e 857 femmine. Infine, coloro che erano in grado di saper almeno leggere e scrivere erano 3.353, dei quali 2.338 maschi e 1.015 femmine.